# Advibhavi (Mudgal), Lingsugur
Advibhavi (Mudgal) là một làng thuộc tehsil Lingsugur, huyện Raichur, bang Karnataka, Ấn Độ.